# همه‌پرسی قانون اساسی ساحل عاج (۲۰۱۶)
همه‌پرسی قانون اساسی ساحل عاج در ۳۰ اکتبر ۲۰۱۶ برابر با ۹ آبان ۱۳۹۵ برگزار شد.

## پیشینه
مجلس ملی ساحل عاج در ۲۲ ژوئیه ۲۰۱۶ با ۲۳۳ رأی موافق در برابر ۶ رأی مخالف و ۷ غایب برگزاری همه‌پرسی را تصویب کرد.

## قانون اساسی نو
این قانون دربرگیرندهٔ تغییرات زیادی است. طبق قانون اساسی کنونی نامزدهای ریاست‌جمهوری باید دارای پدر و مادر ساحل عاجی باشند و تابعیت کشور دیگری را نداشته باشند. پیش‌نویس تازه این الزام را برداشته‌است. همچنین بنابراین پیش‌نویس، مقام معاونت ریاست‌جمهوری ایجاد شده و مجلس سنایی مشتمل بر مقامات سابق تشکیل خواهد شد.
ائتلافی شامل ۲۳ حزب با پیش‌نویس قانون اساسی تازه مخالف کرده‌اند.

## نتیجه
در نهایت ۴۲٫۴۲٪ از مردم ساحل عاج در این همه‌پرسی شرکت کردند و ۹۳٫۴۲٪ به آن رأی مثبت دادند. بدین ترتیب قانون اساسی نو تصویب شد.